# ブリーガ・ノヴァレーゼ
ブリーガ・ノヴァレーゼ（伊: Briga Novarese）は、イタリア共和国ピエモンテ州ノヴァーラ県にある、人口約2,800人の基礎自治体（コムーネ）。

## 地理

### 位置・広がり
| 隣接するコムーネは以下の通り。 - ボルゴマネーロ - ゴッツァーノ - インヴォーリオ |